# Jangtse-Riesenweichschildkröte
|  | Dieser Artikel wurde aufgrund von formalen oder inhaltlichen Mängeln in der Qualitätssicherung Biologie zur Verbesserung eingetragen. Dies geschieht, um die Qualität der Biologie-Artikel auf ein akzeptables Niveau zu bringen. Bitte hilf mit, diesen Artikel zu verbessern! Artikel, die nicht signifikant verbessert werden, können gegebenenfalls gelöscht werden. Lies dazu auch die näheren Informationen in den Mindestanforderungen an Biologie-Artikel. |

Die Jangtse-Riesenweichschildkröte (Rafetus swinhoei) ist eine Schildkrötenart aus der Familie der Weichschildkröten (Trionychidae). Sie gilt als de facto ausgestorben, da die zwei oder drei derzeit bekannten lebenden Tiere alle männlich sind. Das damals letzte bekannte Weibchen verstarb am 13. April 2019. Ende 2020 wurde überraschend ein weiteres Exemplar der Art entdeckt, bei dem es sich um ein Weibchen handelt. Das Tier starb im April 2023 im Dong-Mo-See in Hanoi.

## Merkmale
Diese Schildkröten haben wie alle Weichschildkröten einen weichen, lederartigen Panzer. Sie erreichen eine Länge von bis zu 109 Zentimetern und ein Gewicht von 120 bis 140 Kilogramm. Bei einem Exemplar war der Kopf 22,5 Zentimeter lang und 11,8 Zentimeter breit und der Carapax 58,6 Zentimeter lang und 50,7 Zentimeter breit. Männchen sind generell kleiner als Weibchen, haben aber einen längeren Schwanz. Der Kopf ist durch die schweineartige Schnauze und die relativ weit oben (dorsal) liegenden Augen charakterisiert.

## Verbreitung und Lebensweise
Ursprünglich kamen Jangtse-Riesenweichschildkröten im südlichen China und dem nördlichen Vietnam vor. Ihr Lebensraum waren Flusssysteme und angrenzende Feuchtgebiete und Seen. Über die Lebensweise ist sehr wenig bekannt: Nach Berichten von Fischern fanden sich im Magen eines getöteten Tieres Fische, Krabben, Schnecken, Wasserhyazinthen, Frösche und grüne Reisblätter. Das Weibchen legt in der Nacht oder den frühen Morgenstunden ungefähr 60 Eier ab.

## Bedrohung

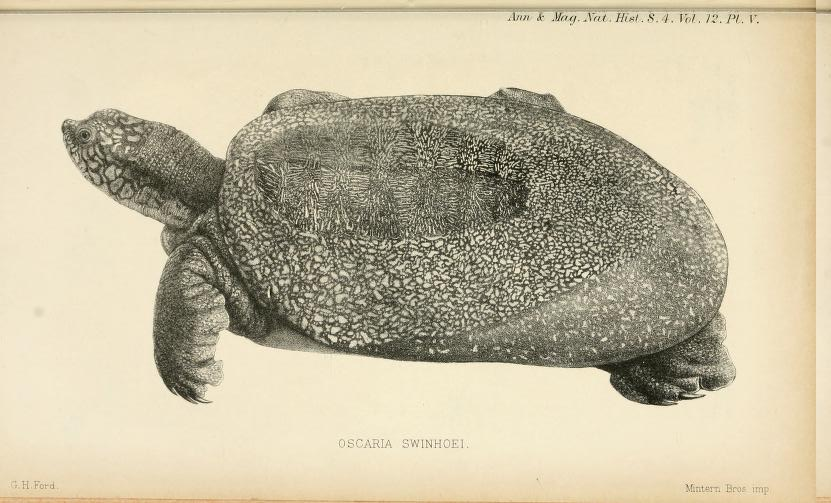
Zeichnung von Rafetus swinhoei

2004 sprachen Berichte von fünf Tieren, die in menschlicher Obhut in China leben, 2007 nur noch von zwei: ein rund 80-jähriges Weibchen, das im Zoo von Changsha, und ein rund 100-jähriges Männchen, das im Zoo von Suzhou lebte.
2008 wurde ein weiteres freilebendes Exemplar in Vietnam beobachtet.
Ein prominentes freilebendes Tier, das den Namen „Cụ Rùa“ (wörtl. „Urgroßvater“, obwohl es sich um ein weibliches Tier handelt) trug, war im Hoan-Kiem-See in Hanoi (Vietnam) beheimatet. Von diesem Exemplar gibt es seit 1998 mehrere Fotografien, es stellte aber nach Meinung mancher Forscher eine eigene Art, Rafetus leloi, dar. Im Juli 2011 wurde diese Schildkröte nach erfolgreicher medizinischer Behandlung wieder in die Freiheit entlassen. Die damals mutmaßlich 170 Kilogramm schwere Schildkröte war durch einen Angelhaken verletzt worden. Im Januar 2016 starb dieses Exemplar mit einer Länge von 2,10 Meter und einem Gewicht von 250 Kilogramm. Nach einer aufwändigen Einbalsamierung wurde der Körper von „Cụ Rùa“ im März 2019 in Hanoi ausgestellt.
Damit sollen 2016 weltweit nur noch drei bekannte Individuen dieser Art existiert haben.
Das wahrscheinlich letzte weibliche Tier dieser Spezies wurde am 21. April 2023 im Dong-Mo-See in Nordvietnam tot aufgefunden. Die letzten Überlebenden der Art sind nun zwei Männchen, die im Zoo von Suzhou bzw. im Xuân-Khanh-See leben.
Die Hauptgründe für die Bedrohung sind zum einen die Zerstörung ihres Lebensraumes durch Flussregulierungen, Dammbauten und anderes, und zum anderen die Bejagung, da ihr Fleisch gegessen und ihr Carapax für medizinische Zwecke verwendet wurde. Die IUCN listet die Art als „vom Aussterben bedroht“ (critically endangered).